# Nonac
Nonac település Franciaországban, Charente megyében. Lakosainak száma 258 fő (2022. január 1.). Nonac Courgeac, Deviat, Pérignac, Saint-Martial, Montmoreau és Coteaux-du-Blanzacais községekkel határos.

## Népesség
A település népessége az elmúlt években az alábbi módon változott:
| Lakosok száma | 414  | 327  | 290  | 308  | 303  | 301  | 281  | 266  | 256  | 258  |
|               | 1968 | 1982 | 1990 | 2006 | 2013 | 2015 | 2017 | 2019 | 2020 | 2022 |